# Frascati suburbikariska stift
Frascati suburbikariska stift är ett stift inom Romersk-katolska kyrkan beläget i Rom, Italien. Stiftet är ett av de sju så kallade suburbikariska stiften, vilket innebär att det tjänar som säte för en av kyrkans kardinalbiskopar.
Stiftet tar sitt namn från staden Frascati, belägen cirka 20 km söder om Rom. Ursprungligen var Frascati en självständig stad, men idag utgör den en integrerad del av Roms storstadsområde. 
Domkyrka är Sankt Petrus apostelns basilika och katedralkyrka i Frascati, tillägnad aposteln Petrus.
Biskop är sedan 2008 kardinal Tarcisio Bertone. Sedan 1962 är dock biskopsämbetet i de suburbikariska stiften i praktiken överlåtet till en tjänstgörande stiftsbiskop.